# Elección presidencial de Croacia de 1997
Las elecciones presidenciales se celebraron en Croacia el 15 de junio de 1997. Eran las segundas elecciones presidenciales desde la independencia en 1991. El resultado fue una victoria para el presidente en funciones Franjo Tuđman, dirigente del partido Unión Democrática Croata (HDZ), quién recibió 61.41% del voto y era reelegido a un segundo cinco año plazo. Tuđman recibió la mayoría de los votos válidos sin necesidad del balotaje. Tuđman recibió una mayoría de los votos en 20 de los 21 condados de Croacia, mientras Vlado Gotovac solo logró ganar en Istria.
La participación fue de 54.62%, lo cual era una disminución grande comparado con el 74.9% de cinco años atrás. Además, aproximadamente 459 000 votos menos estuvieron en comparación a la elección de 1992. Las elecciones también presentaron el número más pequeño de candidatos a la presidencia, participando solamente tres: Franjo Tuđman, Zdravko Tomac y Vlado Gotovac. El margen de victoria (encima 40%) es también el más grande en cualquier elección de Croacia. 
Tuđman juró para un segundo mandato el 5 de agosto de 1997. Aun así sólo llegaría a cumplir poco más de dos años de su mandato de 5 años, murió el 10 de diciembre de 1999, resultando en las elecciones para enero de 2000.

## Resultados
| Candidato                                     | Partido                                  | Votos     | %     |
| --------------------------------------------- | ---------------------------------------- | --------- | ----- |
| Franjo Tuđman                                 | Unión Democrática Croata (HDZ)           | 1,337,990 | 61.41 |
| Zdravko Tomac                                 | Partido Socialdemócrata de Croacia (SDP) | 458,172   | 21.03 |
| Vlado Gotovac                                 | Partido Liberal Social de Croacia (HSLS) | 382,630   | 17.56 |
| Votos en blanco/anulados                      | Votos en blanco/anulados                 | 39,656    | @–    |
| Total                                         | Total                                    | 2,218,448 | 100   |
| Votantes registrados/participación            | Votantes registrados/participación       | 4,061,479 | 54.62 |
| Fuente: Nohlen & Stöver; resultados Oficiales |                                          |           |       |